# رودني سميثسون
رودني سميثسون (بالإنجليزية: Rodney Smithson)‏ هو لاعب كرة قدم بريطاني، ولد في 9 أكتوبر 1943 في ليستر في المملكة المتحدة. لعب مع أكسفورد يونايتد ونادي أرسنال.